# Општина Перишор (Долж)
Перишор (рум. Perişor) општина је у Румунији у округу Долж.
Oпштина се налази на надморској висини од 132 m.